# Sudhendu Roy
Pour les articles homonymes, voir Roy.
Sudhendu Roy, né le 1921 à Pabna (Bengale oriental, Inde britannique) et mort le 25 avril 1999 à Bombay (Inde), est un réalisateur, directeur artistique et chef décorateur indien.
Actif dans le cinéma hindi, il est connu pour sa direction artistique réaliste dans les films de Bimal Roy.

## Filmographie

### Comme réalisateur
- 1971 : Uphaar
- 1973 : Sweekar
- 1973 : Saudagar
- 1977 : Jeevan Mukt
- 1977 : Aap Ki Khatir

### Comme directeur artistique
- 1954 : Biraj Bahu
- 1956 : Parivar
- 1957 : Musafir
- 1957 : Apradhi Kaun?
- 1958 : Yahudi
- 1958 : Madhumati
- 1958 : Lajwanti
- 1958 : Lukochuri
- 1960 : Sujata
- 1960 : Parakh
- 1961 : Mem-Didi
- 1961 : Jhumroo
- 1961 : Gunga Jumna
- 1961 : Aas Ka Panchhi
- 1961 : Kabuliwala
- 1962 : Prem Patra
- 1962 : Asli-Naqli
- 1962 : Anpadh
- 1962 : Aashiq
- 1962 : Aarti
- 1963 : Mujhe Jeene Do
- 1963 : Mere Mehboob
- 1963 : Bluff Master
- 1963 : Bandini
- 1964 : Ayee Milan Ki Bela
- 1964 : Aap Ki Parchhaiyan
- 1964 : Majboor
- 1965 : Mere Sanam
- 1965 : Bedaag
- 1965 : Arzoo
- 1966 : Mohabbat Zindagi Hai
- 1966 : Gaban
- 1966 : Aaye Din Bahar Ke
- 1967 : Raaz
- 1967 : Milan
- 1967 : Chhoti Si Mulaqat
- 1967 : Bahu Begum
- 1967 : Aman
- 1968 : Mere Hamdam Mere Dost
- 1968 : Kanyadaan
- 1968 : Haseena Maan Jayegi
- 1968 : Gauri
- 1968 : Dil Aur Mohabbat
- 1968 : Brahmachari
- 1968 : Ankhen
- 1968 : Aadmi
- 1969 : Yakeen
- 1969 : Mahal
- 1969 : Jeene Ki Raah
- 1969 : Aya Sawan Jhoom Ke
- 1970 : Sharafat
- 1970 : Sawan Bhadon
- 1970 : Safar
- 1970 : Pavitra Paapi
- 1970 : Dastak
- 1970 : Heer Raanjha
- 1970 : Aan Milo Sajna
- 1971 : Mehboob Ki Mehndi
- 1971 : Man Mandir
- 1971 : Aap Aye Bahaar Ayee
- 1971 : Chhoti Bahu
- 1972 : Apna Desh
- 1973 : Saudagar
- 1974 : Aap Ki Kasam
- 1974 : Sagina
- 1974 : Amir Garib
- 1974 : Bidaai
- 1975 : Sanyasi
- 1975 : Aakraman
- 1975 : Ek Mahal Ho Sapno Ka
- 1976 : Maha Chor
- 1976 : Bairaag
- 1976 : Udhar Ka Sindur
- 1977 : Ram Bharose
- 1978 : Don
- 1978 : Trishna
- 1979 : Laila Majnu
- 1980 : Aasha
- 1980 : Karz
- 1981 : Aas Paas
- 1981 : Kudrat
- 1981 : Rocky
- 1981 : Ek Duuje Ke Liye
- 1981 : Silsila
- 1982 : Shakti
- 1983 : Jaanwar
- 1983 : Himmatwala
- 1983 : Love in Goa
- 1984 : Maqsad
- 1984 : Duniya
- 1985 : Yudh
- 1985 : Yaadon Ki Kasam
- 1985 : Zabardast
- 1985 : Sur Sangam
- 1985 : Faasle
- 1985 : Awara Baap
- 1986 : Dilwaala
- 1986 : Swarag Se Sunder
- 1986 : Dharm Adhikari
- 1986 : Swati
- 1986 : Karma
- 1986 : Samundar
- 1987 : Sansar
- 1987 : Hifazat
- 1987 : Himmat Aur Mehanat
- 1989 : Joshilaay
- 1989 : Kasam Suhaag Ki
- 1989 : Rakhwala
- 1989 : Chandni
- 1989 : Kanoon Apna Apna
- 1989 : Bhrashtachar
- 1990 : Agneepath
- 1991 : Benaam Badsha
- 1991 : Akayla
- 1991 : Lamhe
- 1992 : Parampara
- 1993 : Sahibaan
- 1993 : Aaina
- 1993 : Darr
- 1994 : Anjaam
- 1994 : Pehla Pehla Pyar
- 1994 : Aag
- 1996 : English Babu Desi Mem
- 1996 : Vijeta
- 1996 : Yeh Majhdhaar

## Récompenses et distinctions
- 1959 : Filmfare Award du Meilleur directeur artistique pour Madhumati (1958)
- 1975 : Filmfare Award du Meilleur directeur artistique pour Sagina (1974)